# Highland Hills (Ohio)
Pour l’article homonyme, voir Highland Hills.
Highland Hills est un village américain situé dans le comté de Cuyahoga, dans l’Ohio. Selon le recensement de 2010, sa population est de 1 130 habitants.